# José Cristóbal Manuel de Villena Portocarrero y Figueroa
José Cristóbal Manuel de Villena Portocarrero y Figueroa (Badajoz, 6 de julio de 1727-31 de julio de 1792), III Conde de Vía Manuel, grande de España y XI Señor de Cheles nació en Badajoz el 6 de julio de 1727.
José Cristóbal era el primogénito del conde de Vía Manuel Juan Manuel de Villena y Flórez y de Juana de Figueroa y Marmolejo, marquesa de Valdesevilla  y como tal heredó el patrimonio de sus padres.
Al fallecer su padre en 1754, le sucedió en el condado de Vía Manuel y en el señorío de Cheles.
Cuando falleció su madre en 1760, José Cristóbal simplemente pasó a ser el propietario de las tierras del marquesado de Valdesevilla sin más, sin denominarse así mismo como marqués y sin que la corona expidiera real carta de sucesión alguna, quedando el título de marqués de Valdesevilla inutilizado hasta que en 1920 fuera rehabilitado nuevamente por un descendiente de la Casa de Manuel de Villena, concretamente Alfonso Pardo-Manuel de Villena e Inchausti, como cuarto marqués de Valdesevilla.
El conde estudió en el seminario de nobles de Madrid, donde se ganó la confianza del rey de España siendo nombrado por Carlos III corregidor de Madrid (alcalde).
José Cristóbal casó en primeras nupcias, el 23 de noviembre de 1749, con María de la Paz Mendoza y Ribera (m. 21 de octubre de 1772), hija de los condes de Quintanilla), naciendo siete hijos de este matrimonio entre ellos el heredero de la Casa Manuel de Villena, llamado José.
En 19 de enero de 1776, casó en segundas nupcias con Francisca Paula de Guadalfajara y Aguilera dos hijos más.
Tras la muerte del donde de Vía Manuel José Cristóbal, su hijo José Manuel de Villena y Mendoza tomó la jefatura de la Casa de Manuel de Villena junto a todos los títulos asociados a este linaje.

## Matrimonio y descendencia
El matrimonio de José Cristóbal con María de la Paz dio siete hijos:
- José Manuel de Villena y Mendoza (1752-26 de octubre de 1799), IV conde de Vía Manuel, grande de España.[1]

- Francisco Manuel de Villena y Mendoza (1754-1754)

- Fernando Manuel de Villena y Mendoza (3 de febrero de 1764-¿?)

- Juan José Manuel de Villena y Mendoza (26 de julio de 1766-¿?)

- Joaquín Manuel de Villena y Mendoza (13 de abril de 1769-8 de agosto de 1811)

- María Dolores Manuel de Villena y Mendoza (1770 - ¿?)

- Beatriz Manuel de Villena y Mendoza (1771 - ¿?)

De su segundo matrimonio con Francisca Paula de Guadalfajara y Aguilera nacieron:
- Francisco Manuel de Villena y Guadalfajara (1773-¿?)

- Encarnación Manuel de Villena y Guadalfajara (1774-¿?)